# Gustavo Aprile
Gustavo Javier Aprile Retta (Montevideo, Uruguay, 10 de agosto de 1988) es un futbolista uruguayo. Juega de mediocampista y actualmente se encuentra sin equipo.

## Clubes
| Club            | País      | Año       | PJ | Goles |
| --------------- | --------- | --------- | -- | ----- |
| Racing          | Uruguay   | 2009-2011 | 15 | 0     |
| Bella Vista     | Uruguay   | 2011-2012 | 23 | 0     |
| Bari            | Italia    | 2012-2013 | 5  | 0     |
| Cerro Largo     | Uruguay   | 2013-2014 | 17 | 1     |
| Rampla Juniors  | Uruguay   | 2014-2015 | 13 | 2     |
| Temperley       | Argentina | 2015-2016 | 21 | 1     |
| Liverpool       | Uruguay   | 2016-2017 | 43 | 4     |
| Guillermo Brown | Argentina | 2017      | 10 | 0     |
| Atenas          | Uruguay   | 2018      | 9  | 0     |
| US Massese      | Uruguay   | 2018      | 6  | 0     |
| Juventude       | Brasil    | 2019      | 28 | 0     |
| FAVL Cimini     | Italia    | 2020-2021 |    |       |
| Villa Española  | Uruguay   | 2021      | 11 | 3     |
| Deutscher       | Uruguay   | 2022      |    |       |